# Durham (Ontario)
Durham je region v jižním Ontariu v Kanadě. Region nahradil v roce 1971 Durham County, které existovalo už od roku 1792. Region je součástí oblasti Velkého Toronta. Regionální vláda sídlí ve Whitby. V roce 2011 žilo v regionu 608 124 obyvatel.
Region má rozlohu 2523,62 km². Nachází se mezi Simcoe County a Kawartha'Kawarthou na severu a Torontem a jezerem Ontario na jihu. Na východě hranicí s regionem York, na západě s Peterborough a Northumberland County.
Region zahrnuje celkem osm měst Ajax, Brock, Clarington, Oshawa, Pickering, Scugog, Uxbridge, Whitby a indiánskou rezervaci Mississaugas of Scugog First Nation Island.